# Тыйяха
Тыйяха (устар. Тый-Яха) — река в России, протекает по Ямало-Ненецкому АО. Устье реки находится в 167 км от устья реки Правая Хетта. Длина реки составляет 63 км.

## Данные водного реестра
По данным государственного водного реестра России относится к Нижнеобскому бассейновому округу, водохозяйственный участок реки — Надым. Речной бассейн реки — Надым.
Код объекта в государственном водном реестре — 15030000112115300049945.